# Charles Augustus Semlin

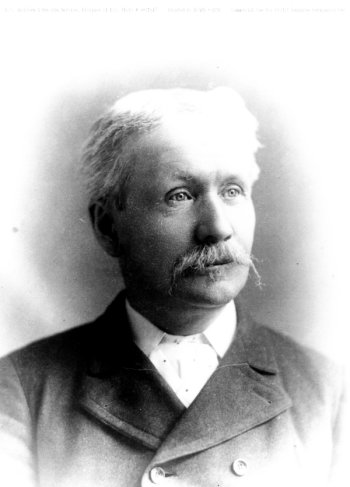
Charles Augustus Semlin

Charles Augustus Semlin, född i oktober 1836 i Barrie, Ontario, Kanada, död 3 november 1927 i Ashcroft, British Columbia, Kanada, var en kanadensisk politiker.
Han växte upp i Övre Kanada och arbetade som lärare där till 1862 då han flyttade till British Columbia under guldrushen för att bli prospektor. 1869 blev han ranchägare. Han började med politik när British Columbia blev en kanadensisk provins och valdes in i provinsparlamentet 1871. Han förlorade sin plats 1875, men återvände 1882. 1884 blev han oppositionsledare och slutligen premiärminister i British Columbia i augusti 1898. Hans regering höll bara i två år och avgick för att ge plats åt Joseph Martins regim, som förlorade i 1900 års val.